# Altiplà suís
L'altiplà suís (alemany: Schweizer Mittelland; francès: Plateau suisse; italià: Altopiano svizzero; romanx: Svizra bassa) és una de les tres regions muntanyoses de Suïssa, juntament amb el Jura i els Alps. Cobreix un 30% de la superfície del país.
Abasta les terres majoritàriament planes entre el Jura i els Alps i es troba a una altitud mitjana de 400 a 600 msnm. Coberta per una conca sedimentària, és de llarg la regió suïssa amb una densitat de població més alta i, gràcies a això, la primera regió natural del país en termes econòmics i infraestructures de transport.